# مرما (مسورة)

تعديل مصدري - تعديل

مرما هي إحدى قرى عزلة بيحان الدولة بمديرية مسورة التابعة لمحافظة البيضاء، بلغ تعداد سكانها 37 نسمة حسب تعداد اليمن لعام 2004.